# (31520) 1999 CB105
1999 CB105 (asteroide 31520) é um asteroide da cintura principal. Possui uma excentricidade de 0.16887150 e uma inclinação de 15.54281º.
Este asteroide foi descoberto no dia 12 de fevereiro de 1999 por LINEAR em Socorro.